# A legtöbbször hivatkozott élmunkások és sztahanovisták listája
Ez a lista az 1948 és 1953 között a Szabad Nép című pártnapilap munkaversennyel kapcsolatos cikkeiben legtöbbször megnevezett élmunkásokat és sztahanovistákat tartalmazza. Nevük mellett az akkori foglalkozásuk és munkahelyük szerepel, zárójelben a hivatkozások számát, valamint Kossuth-díjasok esetén a díj odaítélésének évét és fokozatát tüntettük fel.
- Muszka Imre (1914–?) esztergályos, WM Művek, Rákosi Mátyás Művek (66; 1950, I. fokozat)
- Loy Árpád (1906–1987) bányász, Alberttelepi Szénbányák (51; 1952, II. fokozat)
- Gazda Géza (1889–1981) művezető, WM Művek, Rákosi Mátyás Művek (45; 1952, II. fokozat)
- Rőder Béla (1912–1984) esztergályos, WM Művek, Rákosi Mátyás Művek (45; 1952, II. fokozat)
- Pióker Ignác (1907–1988) gyalus, Egyesült Izzó (34; 1951, II. fokozat)
- Szodorai István (1918–1970) esztergályos, WM Művek, Rákosi Mátyás Művek (33; 1953, III. fokozat)
- Tajkov András (1913–1985) bányász, Tatabányai Szénbányák, XIV-es akna (31; 1953, III. fokozat)
- Pozsonyi Zoltán (1914–1986) kőműves, Magyar Gyárépítő Nemzeti Vállalat (26; 1950, I. fokozat)
- Horváth Ede (1924–1998) esztergályos, Győri Vagon (25; 1950, I. fokozat)
- Deák János (1912–1977) művezető, MÁVAG (23; 1952, II. fokozat)
- Szőczei Sándor (1905–1988) kovács, MÁVAG (20; 1950, II. fokozat)
- Lengyel József (?) mozdonyvezető, Ferencváros (15; –)
- Porubszky Lajos (1932) esztergályos, Győri Vagon (13; 1954, III. fokozat)
- Knechtl Nándor (?) esztergályos, WM Művek, Rákosi Mátyás Művek (12; –)
- Margóczi István (1909–1991) olvasztár, Diósgyőri Kohászati Művek (10; 1950, II. fokozat)
- Panyi Ferencné (1907–1996) szövőnő, Pamuttextilművek (10; 1950, II. fokozat)
- Tóth III. János (1912–1991) mozdonyvezető, Miskolc (10; 1950, I. fokozat)
- Fábik József (1916–1980) kőműves, Magyar Gyárépítő NV, Mohács (10; 1950, I. fokozat)
- Kugler Lajos (1916–1990) hengerész, Diósgyőri Kohászati Művek (9; 1951, II. fokozat)
- Süveges Dániel (1912–1976) traktoros, Surján (9; 1953, III. fokozat)
- Varga Barnabás (1916–1997) bányász, Tatabányai Szénbányák, XIV-es akna (9; 1950, II. fokozat)
- Bunda János (1916–1989) ács, Hejőcsabai Cementgyár (8; 1953, III. fokozat)
- Mislóczky Mátyás (1900–1971) olvasztár, Diósgyőri Kohászati Művek (8; 1952, II. fokozat)
- Bordás András (1921–1956) esztergályos, WM Művek, Rákosi Mátyás Művek (7; 1954, III. fokozat)
- Tóth László (?) traktoros, Harta (7; –)
- Wekerle Irén (?) kábellerakó, Standard Gyár (6; –)
- Elekes Ferenc (1905–1967) bányász, Dorog, VIII-as akna (6; 1953, III. fokozat)
- Jánosik János (1906–1977) magkészítő, Ganz Hajógyár (6; 1951, II. fokozat)